# Великий Чибір
Великий Чибі́р (рос. Большой Чибирь) — присілок у складі Селтинського району Удмуртії, Росія.

## Населення
Населення — 34 особи (2010; 68 в 2002).
Національний склад станом на 2002 рік:
- удмурти — 100 %

## Урбаноніми[3]
- вулиці — Лісова, Північна, Ставкова